# Хуалянь
Хуалянь (кит.: 花蓮市) — місто повітового підпорядкування Республіки Китай, адміністративний центр повіту Хуалянь. Розташоване на східному узбережжі Тайваню на березі Тихого океану.
Складається з 45 сіл (里), які поділені на шість сільських спілок (聯合里).

## Походження назви
Існує декілька версій щодо походження назви Хуалянь.
Під час правління династії Цін (1636—1912) Тайвань перебував під політикою ізоляції, що стримувала ханьських поселенців від активного освоєння земель у Хуаляні. Однак наприкінці XVIII століття, коли можливості для розвитку на заході Тайваню вичерпувалися, група ханьців із регіону Кема-лань вирішила переселитися до району Сікоу в Хуаляні.
Коли перші поселенці прибули на місце, їх вразила природна краса регіону: потужний потік річки Хуалянь, який впадає в океан і стикається з теплою течією Куросіо. Це створювало величезні бурхливі хвилі, що вражали своїм масштабом і силою. Захоплюючись цим явищем, ханьці назвали цю місцевість "Хвейлань" (洄瀾, Huílán), що перекладається як "бурхливі хвилі". Згодом ця назва трансформувалася у "Хуалянь" (花蓮), яке збереглося до наших днів.
Друга версія стверджує, що, відповідно до історичних записах повіту Хуалянь, до початку XX століття місто було відоме під назвою «Кірай» (кит: 奇萊; певедзі: Kî-lâi. Назва походить від тайванських аборигенів сакізая та їхнього поселення. Однак після переходу Тайваню під японське управління у 1895 році місцева влада вирішила змінити цю назву. Причиною стало те, що слово «Кірай» співзвучне з японським терміном, який перекладається як «нелюбов» (嫌い, kirai). У результаті місто отримало нову назву – Карен  (花蓮; かれん). Після Другої світової війни, коли контроль над Тайванем перейшов до уряду Гоміндану, японське написання назви збереглося. Через латинізацію китайських ієрогліфів новою офіційною назвою стала «Хуалянь». Ця назва залишилася незмінною і в 1990-х роках, коли Тайвань перейшов до демократичної системи.

## Історія
Історія поселень у Хуаляні бере свій початок ще з 1622 року, коли іспанці заснували тут копальні для видобутку золота. Постійне заселення цієї території почалося пізніше, у 1851 році, коли група з 2200 ханьських фермерів під проводом Хуан А-фонга (黃阿鳳) прибула з Тайбея до місцевості Фенчуань (сучасна територія біля станції Хуалянь). У 1875 році нова хвиля переселенців, очолювана Лін Канг-аном (林蒼安) із провінції Їлань, оселилася в цьому регіоні. Попри це, поселення залишалися невеликими аж до китайсько-японської війни 1894-1895, по завершенню якої Тайвань перейшов під контроль Японії.
Близько 1912 року нова японська влада почала розширювати місто, об’єднавши його з сусідніми селами Гуохуа (國華) та Гуоань (國安), відомими як Старий Новий Порт (舊新港街). У 1923 році територія міста збільшилася ще більше, включивши порт Аоланг (нинішній Новий порт) разом із селами Гуовей та Гуодзі. У 1946 році після приходу до влади Гоміндану Хуалянь отримав статус міста, підпорядкованого округу, що зберігся навіть після переходу Тайваню до демократичної форми правління у 1990-х роках.
3 квітня 2024 року на Тайвані стався найпотужніший за останні 25 років землетрус. За даними Геологічної служби США, епіцентр розташувався приблизно за 18 кілометров на південь від міста Хуалянь.

## Демографія
У місті Хуалянь проживають представники різних корінних народів, зокрема аміс, тароко, сідік, сакізая, кавалан та інші.

## Галерея

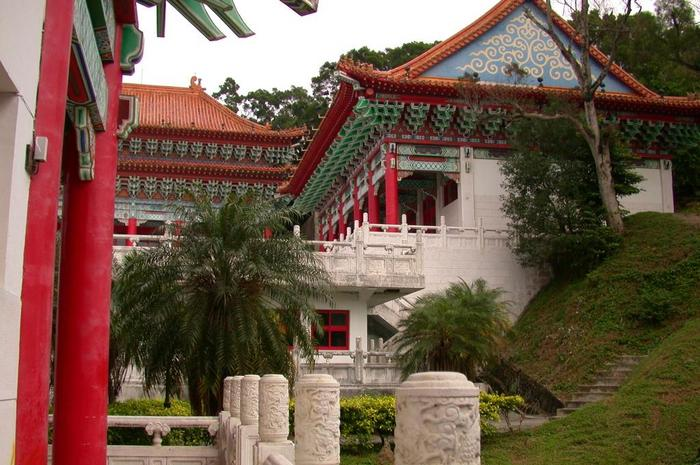
Храм мучеників
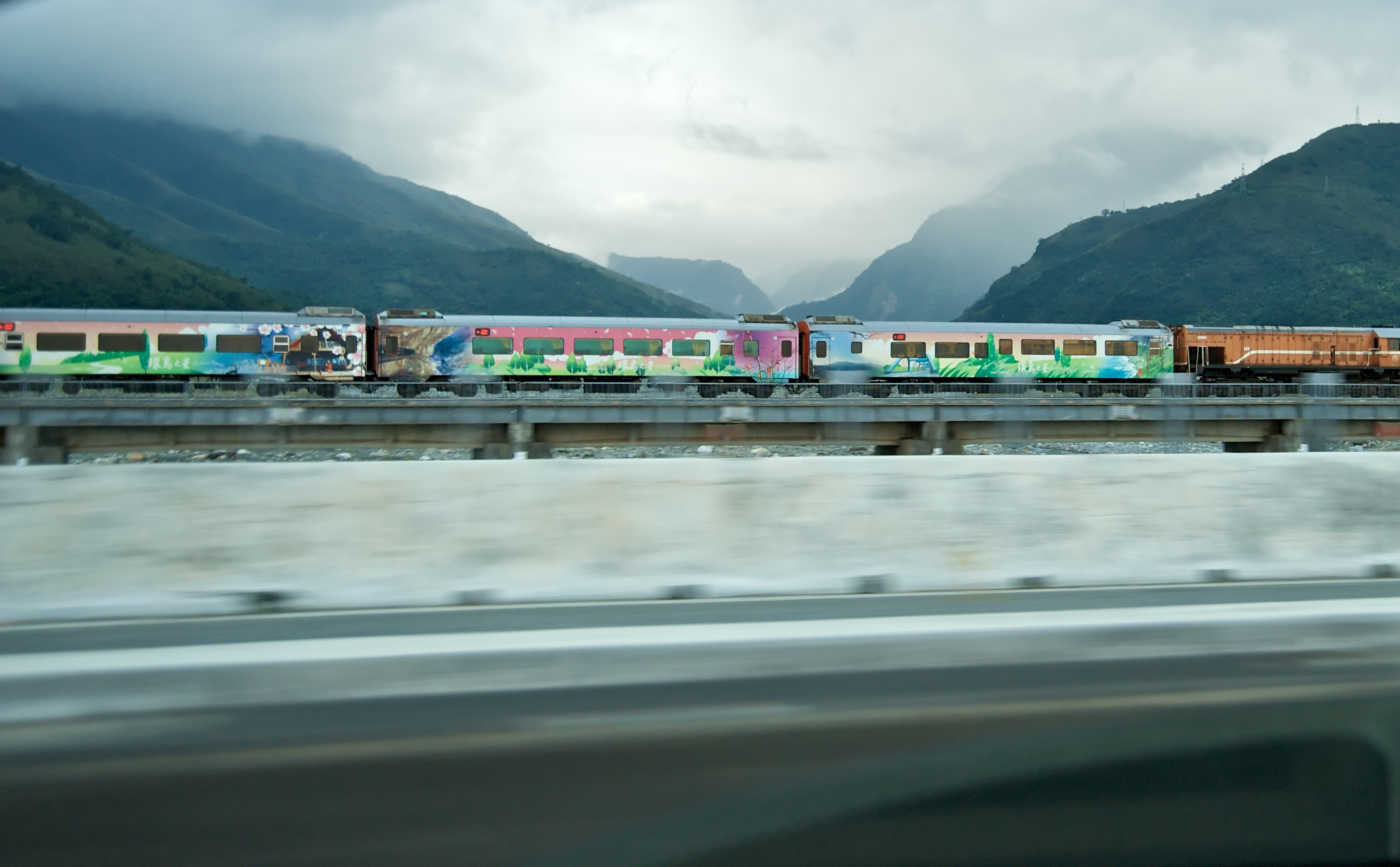
Туристичний потяг Formosa Express
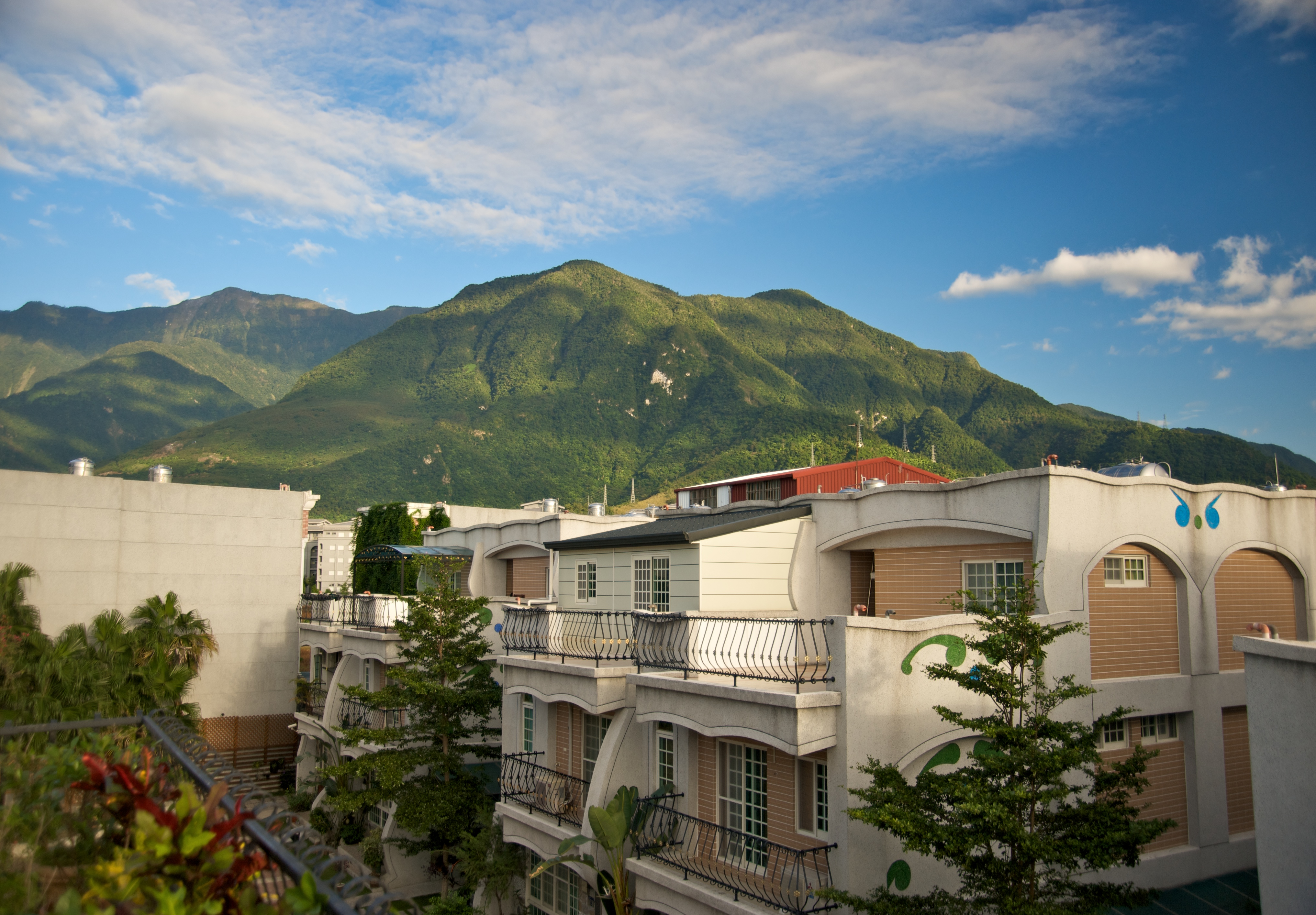
Житловий квартал
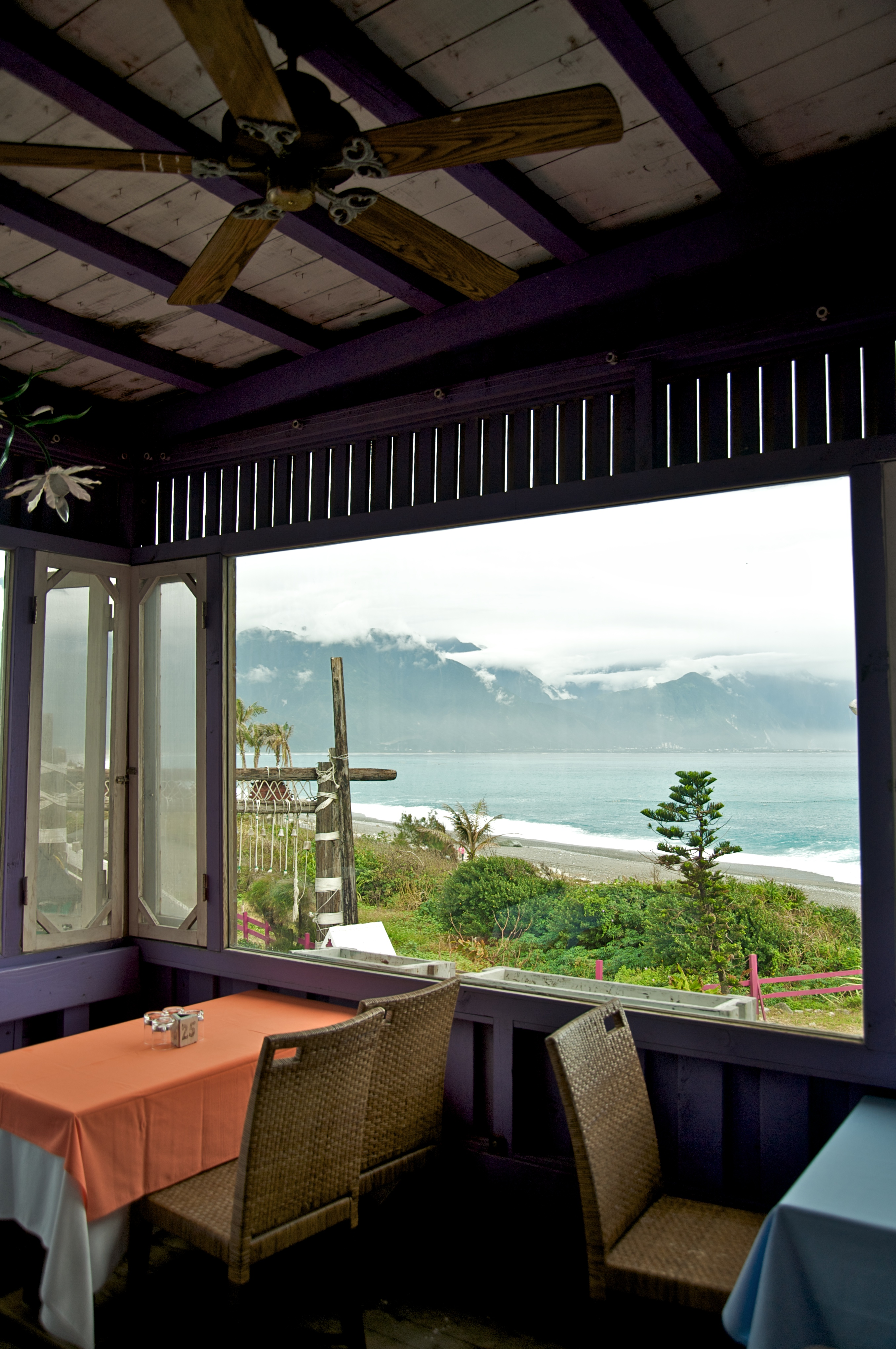
Yuan Yeh Resort
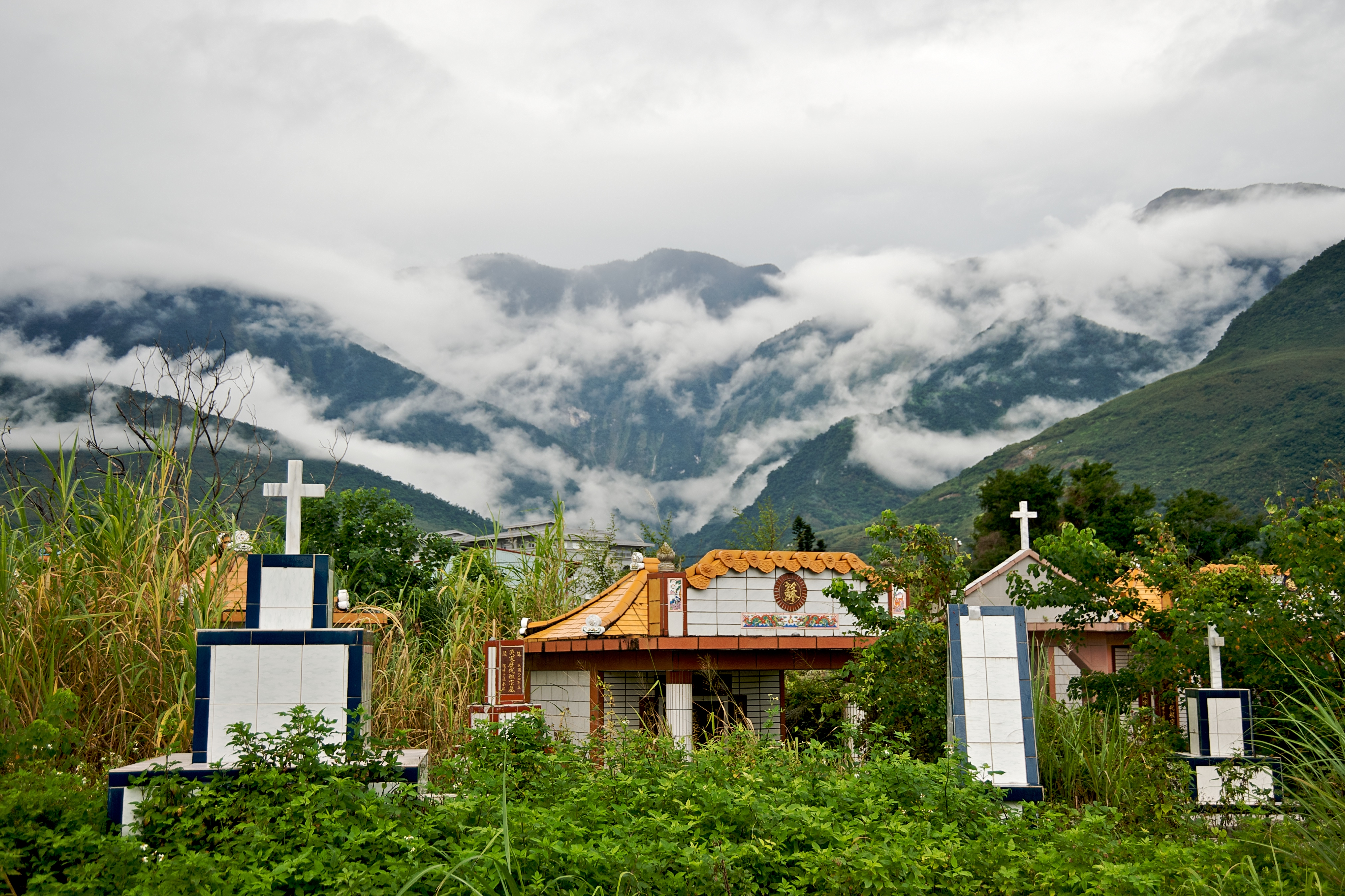
Придорожній цвинтар